# Pristimantis
Pristimantis és un gènere d'amfibi de la família Craugastoridae. És troba a Amèrica del Sud e Central. Espècies de gènere no tenen el desenvolupament directe, amb capgrossos es deposita al terra del bosc.

## Llista de espècies
- Pristimantis aaptus (Lynch & Lescure, 1980)
- Pristimantis abakapa Rojas-Runjaic, Salerno, Señaris & Pauly, 2013
- Pristimantis academicus Lehr, Moravec & Gagliardi Urrutia, 2010
- Pristimantis acatallelus (Lynch & Ruiz-Carranza, 1983)
- Pristimantis acerus (Lynch & Duellman, 1980)
- Pristimantis achatinus (Boulenger, 1898)
- Pristimantis achuar Elmer & Cannatella, 2008
- Pristimantis actinolaimus (Lynch & Rueda-Almonacid, 1998)
- Pristimantis actites (Lynch, 1979)
- Pristimantis acuminatus (Shreve, 1935)
- Pristimantis acutirostris (Lynch, 1984)
- Pristimantis adiastolus Duellman & Hedges, 2007
- Pristimantis adnus Crawford, Ryan & Jaramillo, 2010
- Pristimantis aemulatus (Ruiz-Carranza, Lynch & Ardila-Robayo, 1997)
- Pristimantis affinis (Werner, 1899)
- Pristimantis alalocophus (Roa-Trujillo & Ruiz-Carranza, 1991)
- Pristimantis albericoi (Lynch & Ruiz-Carranza, 1996)
- Pristimantis albertus Duellman & Hedges, 2007
- Pristimantis almendarizi Brito-M. & Pozo-Zamora, 2013
- Pristimantis altae (Dunn, 1942)
- Pristimantis altamazonicus (Barbour & Dunn, 1921)
- Pristimantis altamnis Elmer & Cannatella, 2008
- Pristimantis amydrotus (Duellman & Lehr, 2007)
- Pristimantis andinognomus Lehr & Coloma, 2008
- Pristimantis anemerus (Duellman & Pramuk, 1999)
- Pristimantis angustilineatus (Lynch, 1998)
- Pristimantis aniptopalmatus (Duellman & Hedges, 2005)
- Pristimantis anolirex (Lynch, 1983)
- Pristimantis anotis (Walker & Test, 1955)
- Pristimantis apiculatus (Lynch & Burrowes, 1990)
- Pristimantis appendiculatus (Werner, 1894)
- Pristimantis aquilonaris Lehr, Aguilar, Siu-Ting & Jordán, 2007
- Pristimantis ardalonychus (Duellman & Pramuk, 1999)
- Pristimantis ardyae Reyes-Puig, Reyes-Puig & Yánez-Muñoz, 2013
- Pristimantis ashaninka (Lehr E & Moravec J, 2017)
- Pristimantis atrabracus (Duellman & Pramuk, 1999)
- Pristimantis atratus (Lynch, 1979)
- Pristimantis aurantiguttatus (Ruiz-Carranza, Lynch & Ardila-Robayo, 1997)
- Pristimantis aureolineatus (Guayasamin, Ron, Cisneros-Heredia, Lamar & McCracken, 2006)
- Pristimantis aureoventris Kok, Means & Bossuyt, 2011
- Pristimantis auricarens Myers & Donnelly, 2008
- Pristimantis avicuporum (Duellman & Pramuk, 1999)
- Pristimantis avius (Myers & Donnelly, 1997)
- Pristimantis bacchus (Lynch, 1984)
- Pristimantis baiotis (Lynch, 1998)
- Pristimantis balionotus (Lynch, 1979)
- Pristimantis bambu Arteaga-Navarro & Guayasamin, 2011
- Pristimantis baryecuus (Lynch, 1979)
- Pristimantis batrachites (Lynch, 2003)
- Pristimantis bearsei (Duellman, 1992)
- Pristimantis bellae Reyes-Puig & Yánez-Muñoz, 2012
- Pristimantis bellator Lehr, Aguilar, Siu-Ting & Jordán, 2007
- Pristimantis bellona (Lynch, 1992)
- Pristimantis bernali (Lynch, 1986)
- Pristimantis bicantus Guayasamin & Funk, 2009
- Pristimantis bicolor (Rueda-Almonacid & Lynch, 1983)
- Pristimantis bicumulus (Peters, 1863)
- Pristimantis bipunctatus (Duellman & Hedges, 2005)
- Pristimantis boconoensis (Rivero & Mayorga, 1973)
- Pristimantis bogotensis (Peters, 1863)
- Pristimantis boulengeri (Lynch, 1981)
- Pristimantis brevifrons (Lynch, 1981)
- Pristimantis briceni (Boulenger, 1903)
- Pristimantis bromeliaceus (Lynch, 1979)
- Pristimantis buccinator (Rodriguez, 1994)
- Pristimantis buckleyi (Boulenger, 1882)
- Pristimantis bustamante Chaparro, Motta, Gutiérrez & Padial, 2012
- Pristimantis cabrerai (Cochran & Goin, 1970)
- Pristimantis cacao (Lynch, 1992)
- Pristimantis caeruleonotus Lehr, Aguilar, Siu-Ting & Jordán, 2007
- Pristimantis cajamarcensis (Barbour & Noble, 1920)
- Pristimantis calcaratus (Boulenger, 1908)
- Pristimantis calcarulatus (Lynch, 1976)
- Pristimantis caliginosus (Lynch, 1996)
- Pristimantis cantitans (Myers & Donnelly, 1996)
- Pristimantis capitonis (Lynch, 1998)
- Pristimantis caprifer (Lynch, 1977)
- Pristimantis carlossanchezi (Arroyo, 2007)
- Pristimantis carlosceroni Valencia, Bejarano-Muñoz & Yánez-Muñoz, 2013
- Pristimantis carmelitae (Ruthven, 1922)
- Pristimantis carranguerorum (Lynch, 1994)
- Pristimantis carvalhoi (Lutz, 1952)
- Pristimantis caryophyllaceus (Barbour, 1928)
- Pristimantis celator (Lynch, 1976)
- Pristimantis cerasinus (Cope, 1875)
- Pristimantis ceuthospilus (Duellman & Wild, 1993)
- Pristimantis chalceus (Peters, 1873)
- Pristimantis charlottevillensis (Kaiser, Dwyer, Feichtinger & Schmid, 1995)
- Pristimantis chiastonotus (Lynch & Hoogmoed, 1977)
- Pristimantis chimu Lehr, 2007
- Pristimantis chloronotus (Lynch, 1969)
- Pristimantis chrysops (Lynch & Ruiz-Carranza, 1996)
- Pristimantis citriogaster (Duellman, 1992)
- Pristimantis colodactylus (Lynch, 1979)
- Pristimantis colomai (Lynch & Duellman, 1997)
- Pristimantis colonensis (Mueses-Cisneros, 2007)
- Pristimantis colostichos (La Marca & Smith, 1982)
- Pristimantis condor (Lynch & Duellman, 1980)
- Pristimantis conservatio Barrio-Amorós, Heinicke & Hedges, 2013
- Pristimantis conspicillatus (Günther, 1858)
- Pristimantis cordovae (Lehr & Duellman, 2007)
- Pristimantis corniger (Lynch & Suárez-Mayorga, 2003)
- Pristimantis coronatus Lehr & Duellman, 2007
- Pristimantis corrugatus (Duellman, Lehr & Venegas, 2006)
- Pristimantis cosnipatae (Duellman, 1978)
- Pristimantis cremnobates (Lynch & Duellman, 1980)
- Pristimantis crenunguis (Lynch, 1976)
- Pristimantis cristinae (Lynch & Ruiz-Carranza, 1985)
- Pristimantis croceoinguinis (Lynch, 1968)
- Pristimantis crucifer (Boulenger, 1899)
- Pristimantis cruciocularis (Lehr, Lundberg, Aguilar & von May, 2006)
- Pristimantis cruentus (Peters, 1873)
- Pristimantis cryophilius (Lynch, 1979)
- Pristimantis cryptomelas (Lynch, 1979)
- Pristimantis cuentasi (Lynch, 2003)
- Pristimantis culatensis (La Marca, 2007)
- Pristimantis cuneirostris (Duellman & Pramuk, 1999)
- Pristimantis curtipes (Boulenger, 1882)
- Pristimantis danae (Duellman, 1978)
- Pristimantis degener (Lynch & Duellman, 1997)
- Pristimantis deinops (Lynch, 1996)
- Pristimantis delicatus (Ruthven, 1917)
- Pristimantis delius (Duellman & Mendelson, 1995)
- Pristimantis dendrobatoides Means & Savage, 2007
- Pristimantis devillei (Boulenger, 1880)
- Pristimantis deyi Lehr, Gregory & Catenazzi, 2013
- Pristimantis diadematus (Jiménez de la Espada, 1875)
- Pristimantis diaphonus (Lynch, 1986)
- Pristimantis diogenes (Lynch & Ruiz-Carranza, 1996)
- Pristimantis dissimulatus (Lynch & Duellman, 1997)
- Pristimantis divnae Lehr & von May, 2009
- Pristimantis dorsopictus (Rivero & Serna, 1988)
- Pristimantis douglasi (Lynch, 1996)
- Pristimantis duellmani (Lynch, 1980)
- Pristimantis duende (Lynch, 2001)
- Pristimantis dundeei (Heyer & Muñoz, 1999)
- Pristimantis educatoris Ryan, Lips & Giermakowski, 2010
- Pristimantis elegans (Peters, 1863)
- Pristimantis epacrus (Lynch & Suárez-Mayorga, 2000)
- Pristimantis eremitus (Lynch, 1980)
- Pristimantis eriphus (Lynch & Duellman, 1980)
- Pristimantis ernesti (Flores, 1987)
- Pristimantis erythropleura (Boulenger, 1896)
- Pristimantis esmeraldas (Guayasamin, 2004)
- Pristimantis espedeus Fouquet, Martinez, Courtois, Dewynter, Pineau, Gaucher, Blanc, Marty & Kok, 2013
- Pristimantis eugeniae (Lynch & Duellman, 1997)
- Pristimantis euphronides (Schwartz, 1967)
- Pristimantis eurydactylus (Hedges & Schlüter, 1992)
- Pristimantis exoristus (Duellman & Pramuk, 1999)
- Pristimantis factiosus (Lynch & Rueda-Almonacid, 1998)
- Pristimantis fallax (Lynch & Rueda-Almonacid, 1999)
- Pristimantis farisorum Mueses-Cisneros, Perdomo-Castillo & Cepeda-Quilindo, 2013
- Pristimantis fasciatus Barrio-Amorós, Rojas-Runjaic & Infante-Rivero, 2008
- Pristimantis fenestratus (Steindachner, 1864)
- Pristimantis festae (Peracca, 1904)
- Pristimantis fetosus (Lynch & Rueda-Almonacid, 1998)
- Pristimantis flabellidiscus (La Marca, 2007)
- Pristimantis flavobracatus (Lehr, Lundberg, Aguilar & von May, 2006)
- Pristimantis floridus (Lynch & Duellman, 1997)
- Pristimantis frater (Werner, 1899)
- Pristimantis gagliardoi Bustamante & Mendelson, 2008
- Pristimantis gaigei (Dunn, 1931)
- Pristimantis galdi Jiménez de la Espada, 1870
- Pristimantis ganonotus (Duellman & Lynch, 1988)
- Pristimantis geminus Kaiser, Barrio-Amorós, Rivas-Fuenmayor, Steinlein & Schmid, 2015
- Pristimantis gentryi (Lynch & Duellman, 1997)
- Pristimantis ginesi (Rivero, 1964)
- Pristimantis gladiator (Lynch, 1976)
- Pristimantis glandulosus (Boulenger, 1880)
- Pristimantis gracilis (Lynch, 1986)
- Pristimantis grandiceps (Lynch, 1984)
- Pristimantis gryllus Barrio-Amorós, Guayasamin & Hedges, 2012
- Pristimantis guaiquinimensis (Schlüter & Rödder, 2007)
- Pristimantis gualacenio Urgilés, Sánchez-Nivicela, Nieves & Yánez-Muñoz, 2014
- Pristimantis gutturalis (Hoogmoed, Lynch & Lescure, 1977)
- Pristimantis hamiotae (Flores, 1994)
- Pristimantis hectus (Lynch & Burrowes, 1990)
- Pristimantis helvolus (Lynch & Rueda-Almonacid, 1998)
- Pristimantis hernandezi (Lynch & Ruiz-Carranza, 1983)
- Pristimantis hoogmoedi Kaiser, Barrio-Amorós, Rivas-Fuenmayor, Steinlein & Schmid, 2015
- Pristimantis huicundo (Guayasamin, Almeida-Reinoso & Nogales-Sornosa, 2004)
- Pristimantis hybotragus (Lynch, 1992)
- Pristimantis ignicolor (Lynch & Duellman, 1980)
- Pristimantis illotus (Lynch & Duellman, 1997)
- Pristimantis imitatrix (Duellman, 1978)
- Pristimantis imthurni Kok, 2013
- Pristimantis incanus (Lynch & Duellman, 1980)
- Pristimantis incertus (Lutz, 1927)
- Pristimantis incomptus (Lynch & Duellman, 1980)
- Pristimantis infraguttatus (Duellman & Pramuk, 1999)
- Pristimantis inguinalis (Parker, 1940)
- Pristimantis insignitus (Ruthven, 1917)
- Pristimantis inusitatus (Lynch & Duellman, 1980)
- Pristimantis ixalus (Lynch, 2003)
- Pristimantis jabonensis (La Marca, 2007)
- Pristimantis jaguensis Rivera-Prieto, Rivera-Correa & Daza-R., 2014
- Pristimantis jaimei (Lynch, 1992)
- Pristimantis jamescameroni Kok, 2013
- Pristimantis jester Means & Savage, 2007
- Pristimantis johannesdei (Rivero & Serna, 1988)
- Pristimantis jorgevelosai (Lynch, 1994)
- Pristimantis juanchoi (Lynch, 1996)
- Pristimantis jubatus (García & Lynch, 2006)
- Pristimantis kareliae (La Marca, 2005)
- Pristimantis katoptroides (Flores, 1988)
- Pristimantis kelephas (Lynch, 1998)
- Pristimantis kichwarum Elmer & Cannatella, 2008
- Pristimantis kirklandi (Flores, 1985)
- Pristimantis koehleri Padial & De la Riva, 2009
- Pristimantis labiosus (Lynch, Ruiz-Carranza & Ardila-Robayo, 1994)
- Pristimantis lacrimosus (Jiménez de la Espada, 1875)
- Pristimantis lancinii (Donoso-Barros, 1965)
- Pristimantis lanthanites (Lynch, 1975)
- Pristimantis lasalleorum (Lynch, 1995)
- Pristimantis lassoalcalai Barrio-Amorós, Rojas-Runjaic & Barros, 2010
- Pristimantis latericius Batallas-R. & Brito-M., 2014
- Pristimantis laticlavius (Lynch & Burrowes, 1990)
- Pristimantis latidiscus (Boulenger, 1898)
- Pristimantis lemur (Lynch & Rueda-Almonacid, 1998)
- Pristimantis lentiginosus (Rivero, 1984)
- Pristimantis leoni (Lynch, 1976)
- Pristimantis leptolophus (Lynch, 1980)
- Pristimantis leucopus (Lynch, 1976)
- Pristimantis leucorrhinus Boano, Mazzotti & Sindaco, 2008
- Pristimantis librarius (Flores & Vigle, 1994)
- Pristimantis lichenoides (Lynch & Rueda-Almonacid, 1997)
- Pristimantis lindae (Duellman, 1978)
- Pristimantis lirellus (Dwyer, 1995)
- Pristimantis lividus (Lynch & Duellman, 1980)
- Pristimantis llanganati (Navarrete MJ, Venegas PJ & Ron SR, 2016)
- Pristimantis llojsintuta (Köhler & Lötters, 1999)
- Pristimantis longicorpus Kaiser, Barrio-Amorós, Rivas-Fuenmayor, Steinlein & Schmid, 2015
- Pristimantis loujosti Yánez-Muñoz, Cisneros-Heredia & Reyes, 2010
- Pristimantis loustes (Lynch, 1979)
- Pristimantis lucasi Duellman & Chaparro, 2008
- Pristimantis lucidosignatus Rödder & Schmitz, 2009
- Pristimantis luscombei (Duellman & Mendelson, 1995)
- Pristimantis luteolateralis (Lynch, 1976)
- Pristimantis lutitus (Lynch, 1984)
- Pristimantis lymani (Barbour & Noble, 1920)
- Pristimantis lynchi (Duellman & Simmons, 1977)
- Pristimantis lythrodes (Lynch & Lescure, 1980)
- Pristimantis maculosus (Lynch, 1991)
- Pristimantis malkini (Lynch, 1980)
- Pristimantis marahuaka (Fuentes-Ramos & Barrio-Amorós, 2004)
- Pristimantis marcoreyesi Reyes-Puig, Reyes-Puig, Rámirez-Jaramillo, Pérez-L. & Yánez-Munoz, 2015
- Pristimantis mariaelenae Venegas & Duellman, 2012
- Pristimantis marmoratus (Boulenger, 1900)
- Pristimantis mars (Lynch & Ruiz-Carranza, 1996)
- Pristimantis martiae (Lynch, 1974)
- Pristimantis matidiktyo Ortega-Andrade & Valencia, 2012
- Pristimantis mazar Guayasamin & Arteaga-Navarro, 2013
- Pristimantis medemi (Lynch, 1994)
- Pristimantis megalops (Ruthven, 1917)
- Pristimantis melanogaster (Duellman & Pramuk, 1999)
- Pristimantis melanoproctus (Rivero, 1984)
- Pristimantis memorans (Myers & Donnelly, 1997)
- Pristimantis mendax (Duellman, 1978)
- Pristimantis meridionalis (Lehr & Duellman, 2007)
- Pristimantis merostictus (Lynch, 1984)
- Pristimantis metabates (Duellman & Pramuk, 1999)
- Pristimantis miktos Ortego-Andrade & Venegas, 2014
- Pristimantis mindo Arteaga-Navarro, Yáñez-Muñoz & Guayasamin, 2013
- Pristimantis minimus Terán-Valdez & Guayasamin, 2010
- Pristimantis minutulus Duellman & Hedges, 2007
- Pristimantis miyatai (Lynch, 1984)
- Pristimantis mnionaetes (Lynch, 1998)
- Pristimantis modipeplus (Lynch, 1981)
- Pristimantis molybrignus (Lynch, 1986)
- Pristimantis mondolfii (Rivero, 1984)
- Pristimantis moro (Savage, 1965)
- Pristimantis muchimuk Barrio-Amorós, Mesa, Brewer-Carías & McDiarmid, 2010
- Pristimantis munozi Rojas-Runjaic, Delgado C. & Guayasamin, 2014
- Pristimantis muricatus (Lynch & Miyata, 1980)
- Pristimantis muscosus (Duellman & Pramuk, 1999)
- Pristimantis museosus (Ibáñez, Jaramillo & Arosemena, 1994)
- Pristimantis mutabilis Guayasamin, Krynak, Krynak, Culebras & Hutter, 2015
- Pristimantis myersi (Goin & Cochran, 1963)
- Pristimantis myops (Lynch, 1998)
- Pristimantis nephophilus (Duellman & Pramuk, 1999)
- Pristimantis nervicus (Lynch, 1994)
- Pristimantis nicefori (Cochran & Goin, 1970)
- Pristimantis nigrogriseus (Andersson, 1946)
- Pristimantis nubisilva Kaiser, Barrio-Amorós, Rivas-Fuenmayor, Steinlein & Schmid, 2015
- Pristimantis nyctophylax (Lynch, 1976)
- Pristimantis obmutescens (Lynch, 1980)
- Pristimantis ocellatus (Lynch & Burrowes, 1990)
- Pristimantis ockendeni (Boulenger, 1912)
- Pristimantis ocreatus (Lynch, 1981)
- Pristimantis olivaceus (Köhler, Morales, Lötters, Reichle & Aparicio, 1998)
- Pristimantis onorei Rödder & Schmitz, 2009
- Pristimantis orcesi (Lynch, 1972)
- Pristimantis orcus Lehr, Catenazzi & Rodríguez, 2009
- Pristimantis orestes (Lynch, 1979)
- Pristimantis ornatissimus (Despax, 1911)
- Pristimantis ornatus (Lehr, Lundberg, Aguilar & von May, 2006)
- Pristimantis orpacobates (Lynch, Ruiz-Carranza & Ardila-Robayo, 1994)
- Pristimantis orphnolaimus (Lynch, 1970)
- Pristimantis ortizi (Guayasamin, Almeida-Reinoso & Nogales-Sornosa, 2004)
- Pristimantis padiali Moravec, Lehr, Perez Peña, Lopez, Urrutia & Tuanama, 2010
- Pristimantis padrecarlosi (Mueses-Cisneros, 2006)
- Pristimantis paisa (Lynch & Ardila-Robayo, 1999)
- Pristimantis palmeri (Boulenger, 1912)
- Pristimantis paramerus (Rivero, 1984)
- Pristimantis pardalinus (Lehr, Lundberg, Aguilar & von May, 2006)
- Pristimantis pardalis (Barbour, 1928)
- Pristimantis parectatus (Lynch & Rueda-Almonacid, 1998)
- Pristimantis pariagnomus Kaiser, Barrio-Amorós, Rivas-Fuenmayor, Steinlein & Schmid, 2015
- Pristimantis parvillus (Lynch, 1976)
- Pristimantis pastazensis (Andersson, 1946)
- Pristimantis pataikos (Duellman & Pramuk, 1999)
- Pristimantis paululus (Lynch, 1974)
- Pristimantis pecki (Duellman & Lynch, 1988)
- Pristimantis pedimontanus (La Marca, 2004)
- Pristimantis penelopus (Lynch & Rueda-Almonacid, 1999)
- Pristimantis peraticus (Lynch, 1980)
- Pristimantis percnopterus (Duellman & Pramuk, 1999)
- Pristimantis percultus (Lynch, 1979)
- Pristimantis permixtus (Lynch, Ruiz-Carranza & Ardila-Robayo, 1994)
- Pristimantis peruvianus (Melin, 1941)
- Pristimantis petersi (Lynch & Duellman, 1980)
- Pristimantis petrobardus (Duellman, 1991)
- Pristimantis phalaroinguinis (Duellman & Lehr, 2007)
- Pristimantis phalarus (Lynch, 1998)
- Pristimantis pharangobates (Duellman, 1978)
- Pristimantis philipi (Lynch & Duellman, 1995)
- Pristimantis phoxocephalus (Lynch, 1979)
- Pristimantis phragmipleuron (Rivero & Serna, 1988)
- Pristimantis piceus (Lynch, Ruiz-Carranza & Ardila-Robayo, 1996)
- Pristimantis pinguis (Duellman & Pramuk, 1999)
- Pristimantis pirrensis (Ibáñez & Crawford, 2004)
- Pristimantis platychilus (Lynch, 1996)
- Pristimantis platydactylus (Boulenger, 1903)
- Pristimantis pleurostriatus (Rivero, 1984)
- Pristimantis pluvialis (Shepack A & von May R & Ttito A & Catenazzi A, 2016)
- Pristimantis polemistes (Lynch & Ardila-Robayo, 2004)
- Pristimantis polychrus (Ruiz-Carranza, Lynch & Ardila-Robayo, 1997)
- Pristimantis prolatus (Lynch & Duellman, 1980)
- Pristimantis prolixodiscus (Lynch, 1978)
- Pristimantis proserpens (Lynch, 1979)
- Pristimantis pruinatus (Myers & Donnelly, 1996)
- Pristimantis pseudoacuminatus (Shreve, 1935)
- Pristimantis pteridophilus (Lynch & Duellman, 1997)
- Pristimantis ptochus (Lynch, 1998)
- Pristimantis pugnax (Lynch, 1973)
- Pristimantis pulvinatus (Rivero, 1968)
- Pristimantis punzan Reyes-Puig, Reyes-Puig, Rámirez-Jaramillo, Pérez-L. & Yánez-Munoz, 2015
- Pristimantis puruscafeum Reyes-Puig, Reyes-Puig, Rámirez-Jaramillo, Pérez-L. & Yánez-Munoz, 2015
- Pristimantis pycnodermis (Lynch, 1979)
- Pristimantis pyrrhomerus (Lynch, 1976)
- Pristimantis quantus (Lynch, 1998)
- Pristimantis quaquaversus (Lynch, 1974)
- Pristimantis quicato Ospina-Sarria, Mendez-Narvaez, Burbano-Yandi & Bolívar-García, 2011
- Pristimantis quinquagesimus (Lynch & Trueb, 1980)
- Pristimantis racemus (Lynch, 1980)
- Pristimantis reclusas (Lynch, 2003)
- Pristimantis reichlei Padial & De la Riva, 2009
- Pristimantis renjiforum (Lynch, 2000)
- Pristimantis repens (Lynch, 1984)
- Pristimantis restrepoi (Lynch, 1996)
- Pristimantis reticulatus (Walker & Test, 1955)
- Pristimantis rhabdocnemus (Duellman & Hedges, 2005)
- Pristimantis rhabdolaemus (Duellman, 1978)
- Pristimantis rhigophilus (La Marca, 2007)
- Pristimantis rhodoplichus (Duellman & Wild, 1993)
- Pristimantis rhodostichus (Duellman & Pramuk, 1999)
- Pristimantis ridens (Cope, 1866)
- Pristimantis rivasi Barrio-Amorós, Rojas-Runjaic & Barros, 2010
- Pristimantis riveroi (Lynch & La Marca, 1993)
- Pristimantis riveti (Despax, 1911)
- Pristimantis romanorum Yánez-Muñoz, Meza-Ramos, Cisneros-Heredia & Reyes, 2010
- Pristimantis roni Yanez-Munoz, Bejarano-Munoz, Brito-M. & Batallas-R., 2014
- Pristimantis rosadoi (Flores, 1988)
- Pristimantis roseus (Boulenger, 1918)
- Pristimantis royi (Morales, 2007)
- Pristimantis rozei (Rivero, 1961)
- Pristimantis rubicundus (Jiménez de la Espada, 1875)
- Pristimantis ruedai (Ruiz-Carranza, Lynch & Ardila-Robayo, 1997)
- Pristimantis rufioculis (Duellman & Pramuk, 1999)
- Pristimantis ruidus (Lynch, 1979)
- Pristimantis ruthveni (Lynch & Ruiz-Carranza, 1985)
- Pristimantis sagittulus (Lehr, Aguilar & Duellman, 2004)
- Pristimantis salaputium (Duellman, 1978)
- Pristimantis saltissimus Means & Savage, 2007
- Pristimantis samaipatae (Köhler & Jungfer, 1995)
- Pristimantis sanctaemartae (Ruthven, 1917)
- Pristimantis sanguineus (Lynch, 1998)
- Pristimantis sarisarinama Barrio-Amorós & Brewer-Carias, 2008
- Pristimantis satagius (Lynch, 1995)
- Pristimantis savagei (Pyburn & Lynch, 1981)
- Pristimantis schultei (Duellman, 1990)
- Pristimantis scitulus (Duellman, 1978)
- Pristimantis scoloblepharus (Lynch, 1991)
- Pristimantis scolodiscus (Lynch & Burrowes, 1990)
- Pristimantis scopaeus (Lynch, Ruiz-Carranza & Ardila-Robayo, 1996)
- Pristimantis seorsus Lehr, 2007
- Pristimantis serendipitus (Duellman & Pramuk, 1999)
- Pristimantis shrevei (Schwartz, 1967)
- Pristimantis signifer (Ruiz-Carranza, Lynch & Ardila-Robayo, 1997)
- Pristimantis silverstonei (Lynch & Ruiz-Carranza, 1996)
- Pristimantis simonbolivari (Wiens & Coloma, 1992)
- Pristimantis simonsii (Boulenger, 1900)
- Pristimantis simoteriscus (Lynch, Ruiz-Carranza & Ardila-Robayo, 1997)
- Pristimantis simoterus (Lynch, 1980)
- Pristimantis siopelus (Lynch & Burrowes, 1990)
- Pristimantis sirnigeli Yánez-Muñoz, Meza-Ramos, Cisneros-Heredia & Reyes, 2010
- Pristimantis skydmainos (Flores & Rodriguez, 1997)
- Pristimantis sobetes (Lynch, 1980)
- Pristimantis spectabilis Duellman & Chaparro, 2008
- Pristimantis spilogaster (Lynch, 1984)
- Pristimantis spinosus (Lynch, 1979)
- Pristimantis stegolepis (Schlüter & Rödder, 2007)
- Pristimantis stenodiscus (Walker & Test, 1955)
- Pristimantis sternothylax (Duellman & Wild, 1993)
- Pristimantis stictoboubonus (Duellman, Lehr & Venegas, 2006)
- Pristimantis stictogaster (Duellman & Hedges, 2005)
- Pristimantis stipa Venegas & Duellman, 2012
- Pristimantis subsigillatus (Boulenger, 1902)
- Pristimantis suetus (Lynch & Rueda-Almonacid, 1998)
- Pristimantis sulculus (Lynch & Burrowes, 1990)
- Pristimantis supernatis (Lynch, 1979)
- Pristimantis surdus (Boulenger, 1882)
- Pristimantis susaguae (Rueda-Almonacid, Lynch & Galvis-Peñuela, 2003)
- Pristimantis taciturnus (Lynch & Suárez-Mayorga, 2003)
- Pristimantis taeniatus (Boulenger, 1912)
- Pristimantis tamsitti (Cochran & Goin, 1970)
- Pristimantis tantanti (Lehr, Torres-Gastello & Suárez-Segovia, 2007)
- Pristimantis tanyrhynchus Lehr, 2007
- Pristimantis tayrona (Lynch & Ruiz-Carranza, 1985)
- Pristimantis telefericus (La Marca, 2005)
- Pristimantis tenebrionis (Lynch & Miyata, 1980)
- Pristimantis tepuiensis (Schlüter & Rödder, 2007)
- Pristimantis terraebolivaris (Rivero, 1961)
- Pristimantis thectopternus (Lynch, 1975)
- Pristimantis thyellus (La Marca, 2007)
- Pristimantis thymalopsoides (Lynch, 1976)
- Pristimantis thymelensis (Lynch, 1972)
- Pristimantis tinajillas Urgilés, Sánchez-Nivicela, Nieves & Yánez-Muñoz, 2014
- Pristimantis toftae (Duellman, 1978)
- Pristimantis torrenticola (Lynch & Rueda-Almonacid, 1998)
- Pristimantis trachyblepharis (Boulenger, 1918)
- Pristimantis tribulosus (Lynch & Rueda-Almonacid, 1997)
- Pristimantis truebae (Lynch & Duellman, 1997)
- Pristimantis tubernasus (Rivero, 1984)
- Pristimantis tungurahua Reyes, Yánez-Muñoz, Cisneros-Heredia & Ramírez, 2010
- Pristimantis turik Barrio-Amorós, Rojas-Runjaic & Infante-Rivero, 2008
- Pristimantis turpinorum (Hardy, 2001)
- Pristimantis turumiquirensis (Rivero, 1961)
- Pristimantis uisae (Lynch, 2003)
- Pristimantis unistrigatus (Günther, 1859)
- Pristimantis uranobates (Lynch, 1991)
- Pristimantis urichi (Boettger, 1894)
- Pristimantis vanadise (La Marca, 1984)
- Pristimantis variabilis (Lynch, 1968)
- Pristimantis veletis (Lynch & Rueda-Almonacid, 1997)
- Pristimantis ventrigranulosus Macial, Vaz-Silva, de Oliveira & Padial, 2012
- Pristimantis ventriguttatus Lehr & Köhler, 2007
- Pristimantis ventrimarmoratus (Boulenger, 1912)
- Pristimantis verecundus (Lynch & Burrowes, 1990)
- Pristimantis versicolor (Lynch, 1979)
- Pristimantis vertebralis (Boulenger, 1886)
- Pristimantis vicarius (Lynch & Ruiz-Carranza, 1983)
- Pristimantis vidua (Lynch, 1979)
- Pristimantis viejas (Lynch & Rueda-Almonacid, 1999)
- Pristimantis vilarsi (Melin, 1941)
- Pristimantis vilcabambae Lehr, 2007
- Pristimantis viridicans (Lynch, 1977)
- Pristimantis viridis (Ruiz-Carranza, Lynch & Ardila-Robayo, 1997)
- Pristimantis w-nigrum (Boettger, 1892)
- Pristimantis wagteri (Venegas, 2007)
- Pristimantis walkeri (Lynch, 1974)
- Pristimantis waoranii (McCracken, Forstner & Dixon, 2007)
- Pristimantis wiensi (Duellman & Wild, 1993)
- Pristimantis xeniolum (Lynch, 2001)
- Pristimantis xestus (Lynch, 1995)
- Pristimantis xylochobates (Lynch & Ruiz-Carranza, 1996)
- Pristimantis yanezi (Navarrete MJ, Venegas PJ & Ron SR, 2016)
- Pristimantis yaviensis (Myers & Donnelly, 1996)
- Pristimantis yukpa Barrio-Amorós, Rojas-Runjaic & Infante-Rivero, 2008
- Pristimantis yumbo Yánez-Muñoz, Meza-Ramos, Cisneros-Heredia & Reyes, 2010
- Pristimantis yuruaniensis Rödder & Jungfer, 2008
- Pristimantis yustizi (Barrio-Amorós & Chacón-Ortiz, 2004)
- Pristimantis zeuctotylus (Lynch & Hoogmoed, 1977)
- Pristimantis zimmermanae (Heyer & Hardy, 1991)
- Pristimantis zoilae (Mueses-Cisneros, 2007)
- Pristimantis zophus (Lynch & Ardila-Robayo, 1999)